# Tyto glaucops
Tyto glaucops là một loài chim trong họ Tytonidae.
Loài cú này được tìm thấy ở Cộng hòa Dominica và Haiti. Môi trường sống tự nhiên của chúng là vùng cây bụi khô nhiệt đới hoặc cận nhiệt đới, cận nhiệt đới hoặc cận nhiệt đới ở độ cao lớn cây bụi, và rừng trước đây suy thoái nghiêm trọng.